# Falsification de papiers d'identité

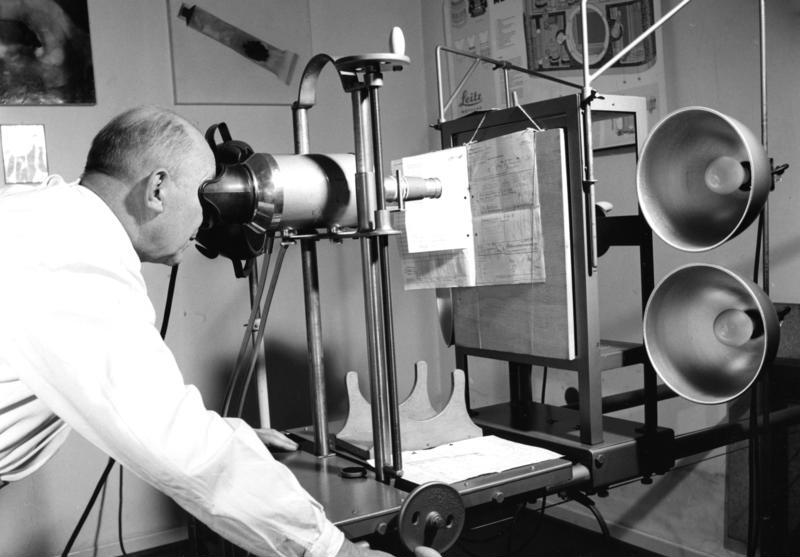
Douanes d'Allemagne de l'Ouest : un préposé vérifie des papiers présentés comme faux en 1961.

La falsification de papiers d'identité est le processus par lequel des papiers d'identité délivrés par des organismes publics sont copiés ou modifiés par des personnes qui n'ont pas le droit de le faire, afin de tromper ceux ou celles souhaitant vérifier ces documents ou le statut de leur détenteur. Ce terme peut aussi renvoyer à l'activité consistant à falsifier les documents nécessaires pour obtenir l'identité souhaitée auprès d'organismes légitimes.
Les faux papiers peuvent servir à plusieurs fins : usurpation d'identité, tromperie sur l'âge, immigration illégale, crime organisé ou espionnage. Sous les régimes oppressifs comme le fut le régime nazi, ils peuvent servir à soustraire aux persécutions des résistants, des Juifs et des réfractaires au STO.

## Généralités

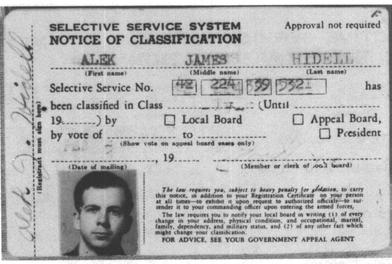
Fausse carte militaire de Lee Harvey Oswald sous le nom d'« Alek James Hidell ».

Les papiers d'identité se distinguent d'autres accréditations car ils ne sont censés servir qu'à leur détenteur. Contrairement à d'autres documents personnels, les documents d'identité peuvent être utilisés aussi bien pour restreindre que pour élargir le champ des activités du détenteur.
Les documents forgés sont des permis de conduire (souvent altérés ou fabriqués pour dissimuler l'âge réel d'une personne souhaitant acheter des boissons alcoolisées), des certificats de naissance, des cartes de sécurité sociale (probablement à des fins d'usurpation d'identité ou pour frauder auprès des autorités) et des passeports (pour éviter les restrictions à l'entrée sur un territoire). Début 2010, la base de données mondiale d'Interpol recense 11 millions de passeports volés ou perdus.

## Résistance anti-nazie

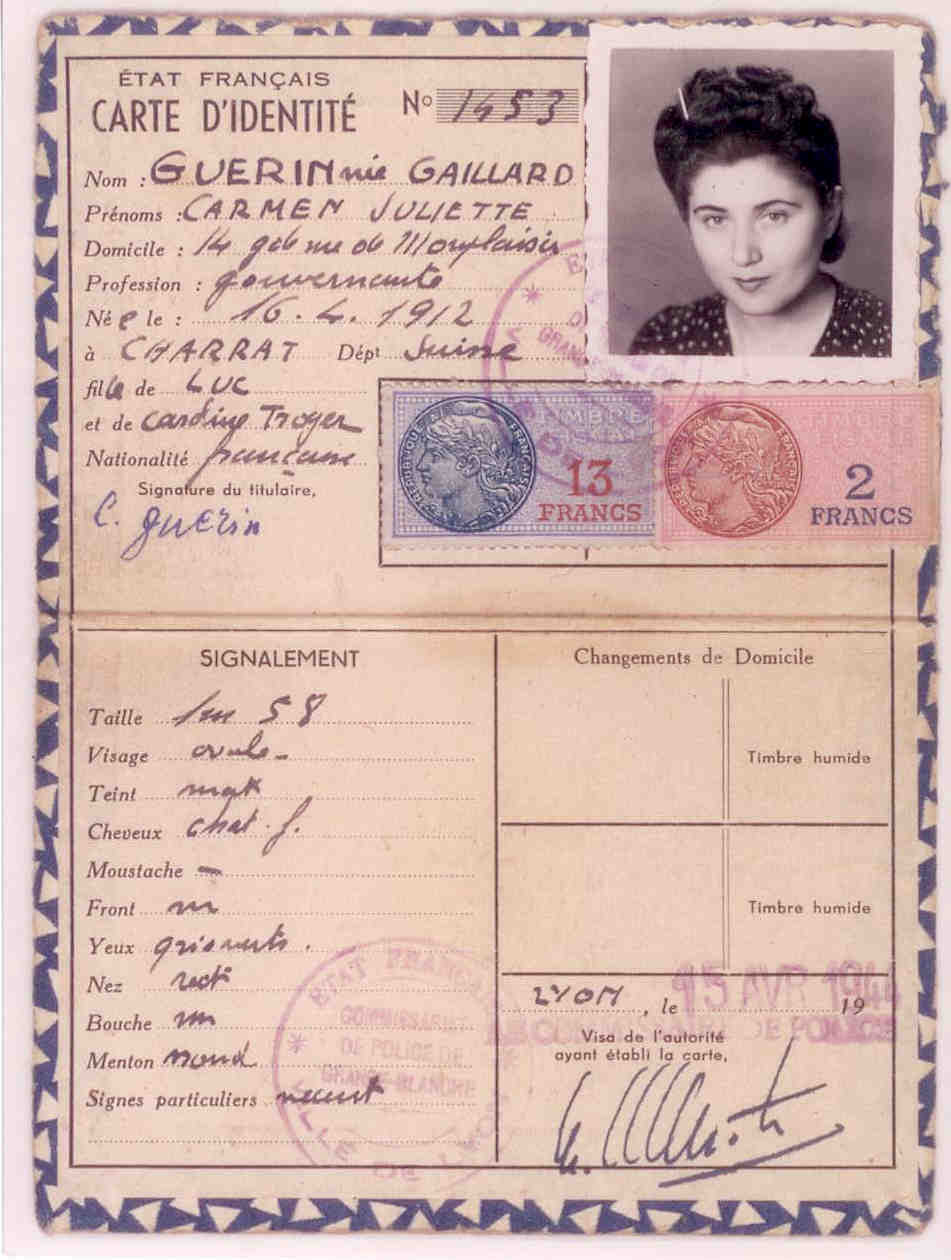
Fausse carte d’identité de la juive polonaise Esther Gorinsztejn, délivrée par des policiers français résistants et utilisée à Lyon pour échapper aux persécutions antisémites et nazies.

Pendant la Seconde Guerre mondiale, nombreux furent les faux papiers d'identité destinés à soustraire aux persécutions des résistants, des personnes juives et des réfractaires au STO. 
- C'est ainsi que, par exemple, Angelos Evert et Damaskinos d'Athènes ont délivré des milliers de papiers présentant des Juifs comme chrétiens afin de les protéger de la Shoah en Grèce[8].
- « Tous les mouvements doivent professionnaliser leurs méthodes et améliorer leurs techniques. Défense de la France, en février 1943, se fixe ainsi l’objectif d’« inonder la France de faux papiers ». (...) Le "Comité d'action contre la déportation (CAD)", présidé par Yves Farge, organise la production industrielle et centralisée de faux papiers. Dans un hangar de 500 mètres carrés, aux limites de Châtillon et Montrouge, une véritable usine produit en masse les faux documents, rassemble les faux tampons recueillis dans toute la France, accumule 40 000 empreintes et moules »[9]
- Durant la même période, en région lyonnaise, le laboratoire clandestin de Jean Stetten-Bernard a fabriqué plus de 100 000 faux papiers en tout genre[10].
- Pierre Kahn-Farelle, Maurice Loebenberg, Adolfo Kaminsky sont d'autres résistants à la tête de service de faux papiers ou graveurs de faux papiers.

## Papiers d'identité de complaisance
En français, on parle de « passeport de complaisance » pour un document d'identité frauduleux établi par une autorité légale. L'expression « vrai faux passeport » est employée par les médias, au moins depuis 1968, pour désigner un tel document établi  pour des raisons de police, par exemple dans les affaires d'espionnage.